# Extreme E
Extreme E è una serie automobilistica per vetture fuoristrada ideata dalla Federazione Internazionale dell'Automobile (FIA) dedicata esclusivamente a SUV elettrici prodotti dalla Spark. Le vetture saranno uguali per tutte le squadre e le gare si svolgeranno in parti remote del pianeta e località simboliche come la foresta amazzonica, l'Artico, deserto, ghiacciai e oceano, scelte per aumentare la consapevolezza su alcuni aspetti del cambiamento climatico.

## Aspetti tecnici

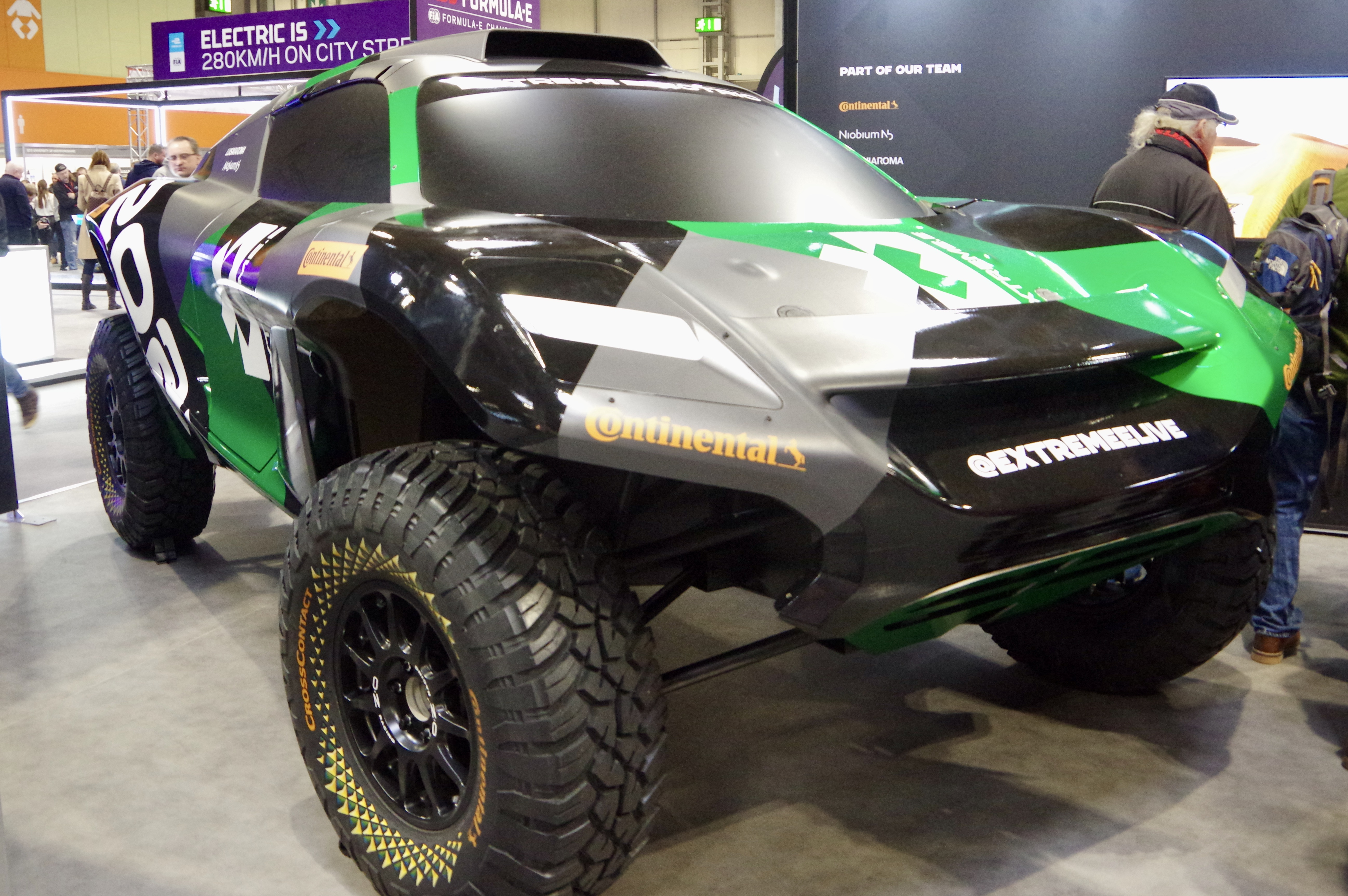
Il SUV per il campionato: l'Odyssey 21.

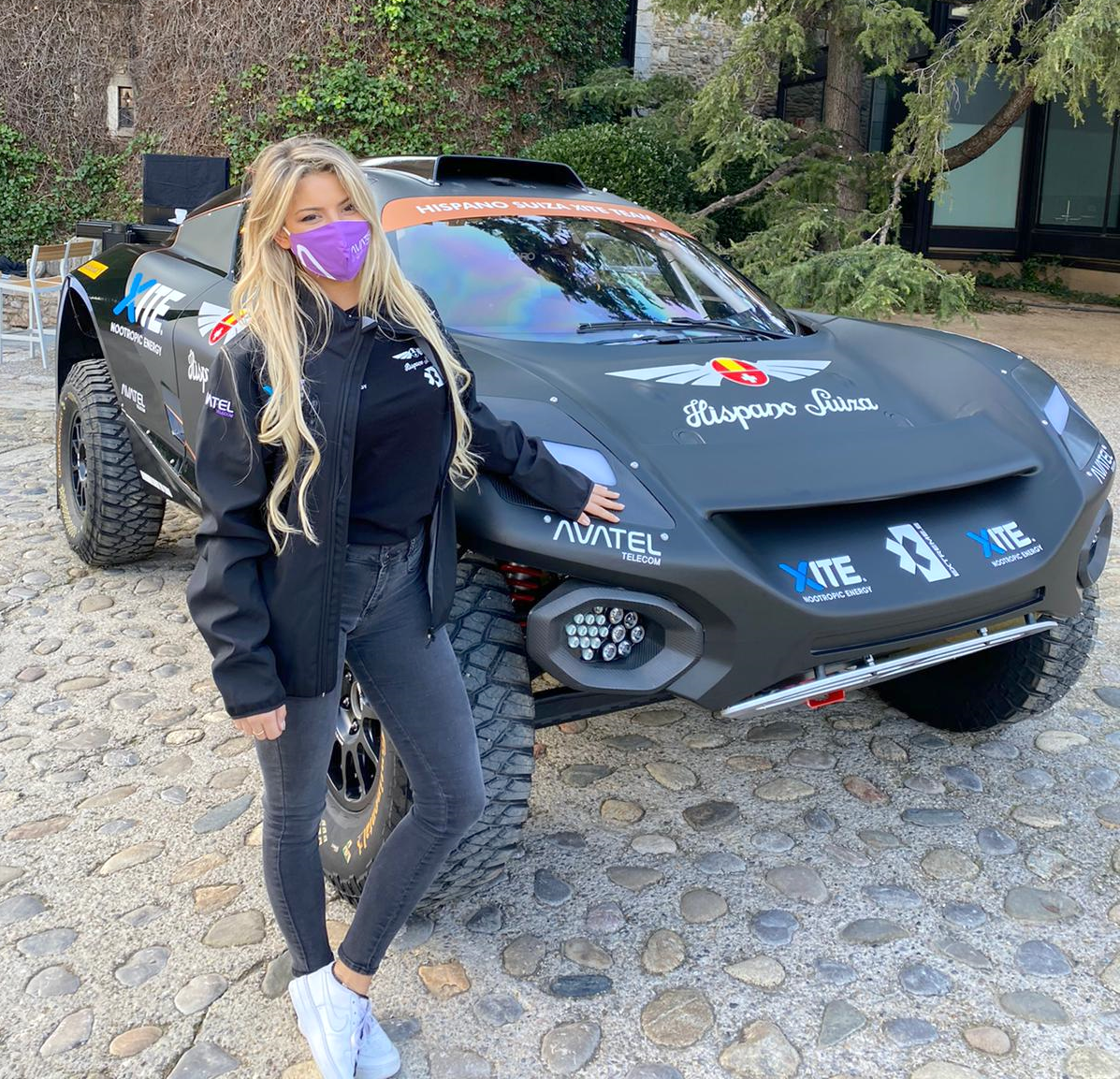
Christine Giampaoli Zonca a fianco all'Odyssey del team Hispano-Suiza Xite Energy Team.

### Paddock

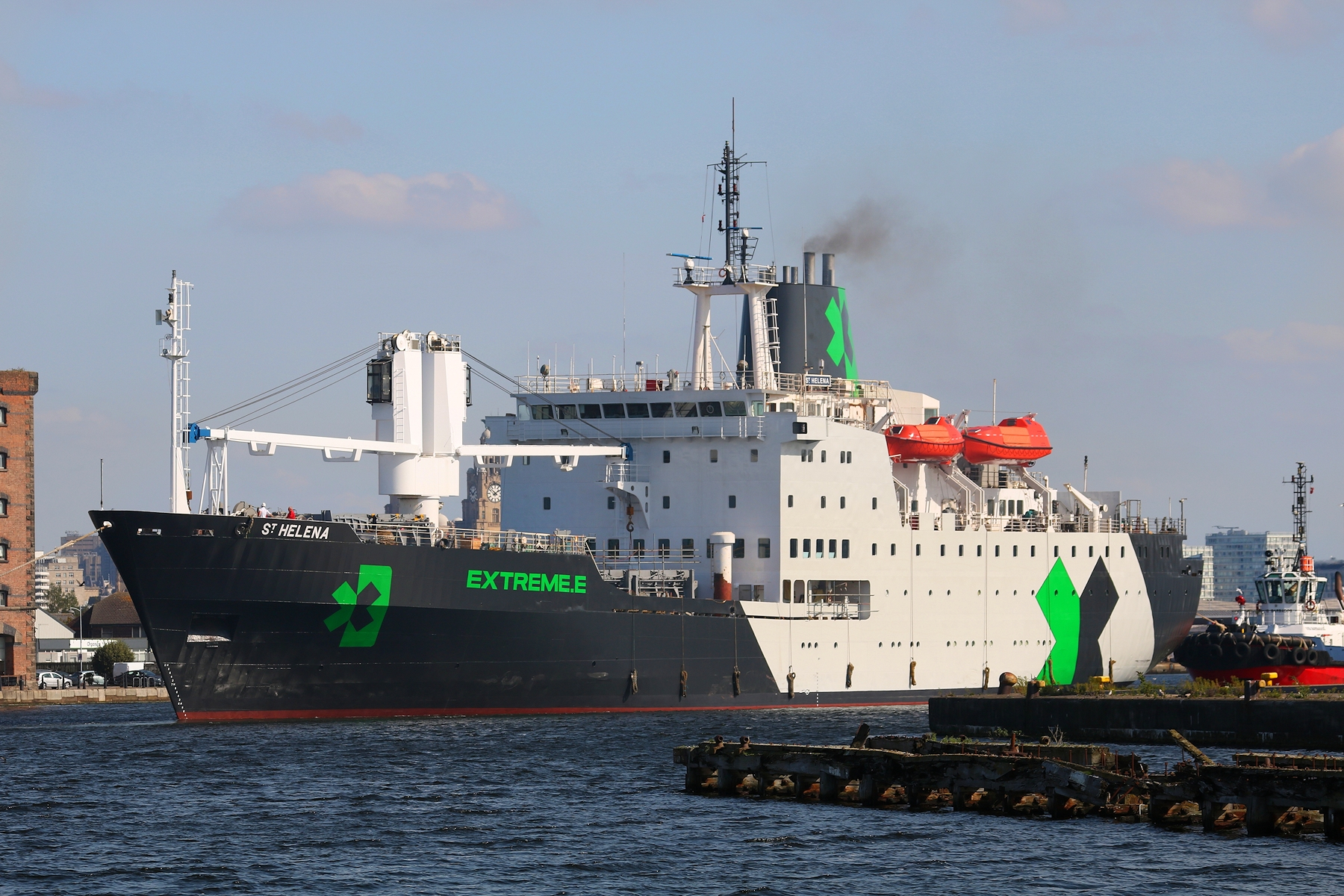
La RMS St Helena con la livrea della serie.

La RMS St Helena, denominata Electric Odyssey, è il paddock galleggiante e quartier generale della serie. La nave è utilizzata per trasportare tutte le attrezzature, comprese le vetture, in modo da ridurre le emissioni di gas serra. È dotata di ricarica con sistemi fuel cell dei SUV elettrici da corsa, con l’obiettivo di ridurre al minimo le emissioni. La nave sarà anche utilizzata come nave da ricerca durante il tragitto.
Extreme E utilizza pile a combustibile ad idrogeno questo permette di ricaricare le vetture attraverso l'acqua e tramite energia solare.

### Caratteristiche tecniche
I SUV elettrici da corsa montano pneumatici CrossContact Extreme E sviluppati appositamente da Continental per la nuova serie.

## Aspetti sportivi
I weekend di gara si svolgono su due giorni: il sabato si tengono due sessioni di qualifiche, in cui ogni squadra gareggia da sola contro il tempo, mentre la domenica si svolgono due semifinali, una gara di spareggio e una finale, in ognuna delle quali tre formazioni si affronteranno direttamente sul tracciato. Ogni qualifica si compone di due gare, le tre squadre con più punti dopo i turni di qualifica si sfideranno il giorno successivo nella prima semifinale (chiamata Semifinal 1), mentre le altre tre squadre nella seconda (Semifinal 2); i tre contendenti con meno punti nelle qualifiche si giocheranno invece le ultime tre posizioni in un'ulteriore gara di spareggio (detta Shootout Race). Ogni gara è formata da due giri. La griglia della finale viene decisa con il voto online del pubblico. Qualora una squadra venisse squalificata da una semifinale o dalla finale, essa non marcherà punti. Nella prima gara in assoluto, il Desert X Prix 2021, la finale si componeva di tre soli contendenti: i primi due classificati della prima semifinale e il vincitore della seconda (allora chiamata 'Crazy Race); a partire dall'Ocean X Prix 2021, seconda gara del campionato inaugurale, la finale si svolse invece con quattro squadre: le prime due classificate in ciascuna semifinale; venne inoltre istituito il Super Sector, ovvero una porzione del tracciato nella quale il/la pilota che segnerà il miglior tempo in tutto il week-end verrà premiato con 5 punti per la classifica squadre.
Ogni squadra è formata da due piloti, un uomo e una donna, per promuovere l'uguaglianza dei sessi. Le squadre non hanno indicazioni su quale pilota debba gareggiare per primo, ma entrambi devono correre una gara. L'ordine viene deciso dal team e non comunicato agli altri team, sarà quindi possibile vedersi sfidare nello stesso giro un pilota maschio contro un pilota femmina. Al termine del primo girò vi sarà l'avvicendamento tra i due piloti nella zona chiamata "Switch Zone", nella quale dovrà essere azionato il limitatore di velocità. Sarà inoltre a disposizione dei piloti l'Hyperdrive, ovvero un pulsante che permette alla vettura di incrementare le prestazioni per un determinato lasso di tempo, utilizzabile soltanto una volta al giro.

### Sistema di punteggio
Verranno assegnati punti separatamente sia al termine delle qualifiche che al termine della gara.
| Qualifiche | Qualifiche | Qualifiche | Qualifiche | Qualifiche | Qualifiche | Qualifiche | Qualifiche | Qualifiche | Qualifiche |
| ---------- | ---------- | ---------- | ---------- | ---------- | ---------- | ---------- | ---------- | ---------- | ---------- |
| Posizione  | 1ª         | 2ª         | 3ª         | 4ª         | 5ª         | 6ª         | 7ª         | 8ª         | 9ª         |
| Punti      | 12         | 11         | 10         | 9          | 8          | 7          | 6          | 5          | 4          |

| Gara      | Gara   | Gara   | Gara   | Gara   | Gara          | Gara          | Gara          | Gara          | Gara          |
|           | Finale | Finale | Finale | Finale | Semifinalisti | Semifinalisti | Shootout Race | Shootout Race | Shootout Race |
| --------- | ------ | ------ | ------ | ------ | ------------- | ------------- | ------------- | ------------- | ------------- |
| Posizione | 1ª     | 2ª     | 3ª     | 4ª     | 5ª            | 6ª            | 7ª            | 8ª            | 9ª            |
| Punti     | 25     | 19     | 18     | 15     | 12            | 10            | 8             | 6             | 4             |

## Albo d'oro
| Anno | Pilota campione                                | Vettura    | Scuderia campione |
| ---- | ---------------------------------------------- | ---------- | ----------------- |
| 2021 | Johan Kristoffersson Molly Taylor              | Odyssey 21 | Rosberg X Racing  |
| 2022 | Sébastien Loeb Cristina Gutiérrez              | Odyssey 21 | Team X44          |
| 2023 | Johan Kristoffersson Mikaela Åhlin-Kottulinsky | Odyssey 21 | Rosberg X Racing  |